# Acremodontina simplex
Acremodontina simplex là một ốc biển nhỏ, là động vật thân mềm chân bụng sống ở biển trong họ Turbinidae.